# Philippe Roux
Philippe Roux, född 7 december 1952 i Bagnes är en schweizisk alpin skidåkare och rallyförare.
Roux deltog i det schweiziska laget i alpin skidsport vid olympiska vinterspelen 1976.